# Вали-Б
Вали-Б (пол. Wały B) — село в Польщі, у гміні Кшижанув Кутновського повіту Лодзинського воєводства.
Населення — 305 осіб (2011).
У 1975-1998 роках село належало до Плоцького воєводства.

## Демографія
Демографічна структура станом на 31 березня 2011 року:
|          | Загалом | Допрацездатний вік | Працездатний вік | Постпрацездатний вік |
| -------- | ------- | ------------------ | ---------------- | -------------------- |
| Чоловіки | 140     | 27                 | 105              | 8                    |
| Жінки    | 165     | 41                 | 89               | 35                   |
| Разом    | 305     | 68                 | 194              | 43                   |